# Tobacco Caye
Tobacco Caye ist eine kleine Riffinsel vor der Küste von Belize, etwa 16 km östlich von Dangriga.

## Geographie
Die Insel gehört zum Belize Barrier Reef und liegt im Schutzgebiet South Water Caye Marine Reserve im Stann Creek District. Die Insel selbst hat eine Fläche von ca. 3 acre (1,2 ha). Sie ist eiförmig und erstreckt sich über ca. 24 m (N-S) beziehungsweise 125 m von West nach Ost. Auf der Insel leben ca. 20 Personen, die als Bedienstete für die vier kleinen Herbergen arbeiten.

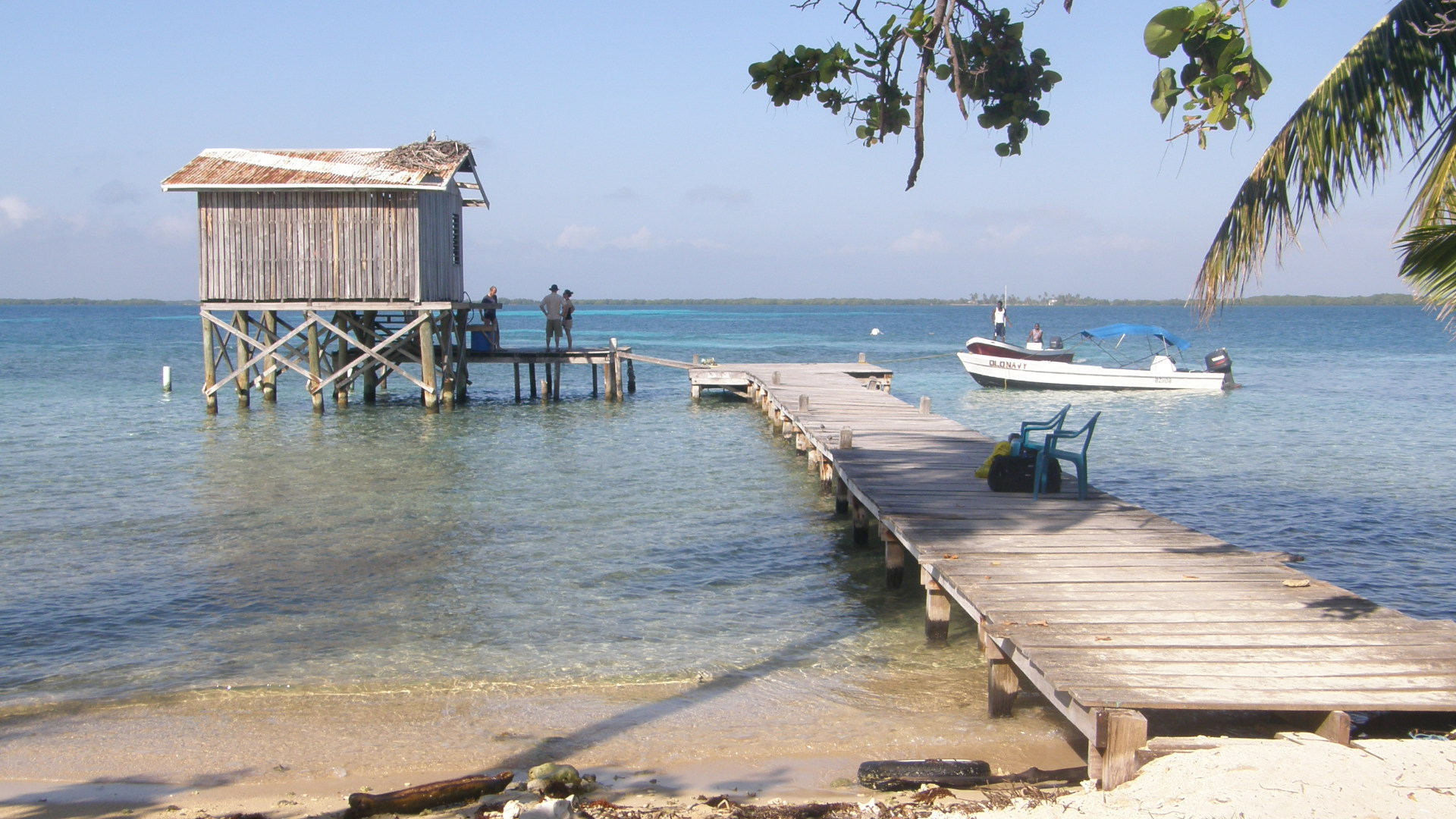
Dock in Tobacco Caye

Man sagt, dass die Insel ihren Namen vom Tabakanbau erhalten hat. Die älteste europäische Karte, die Tobacco Caye zeigt, stammt von dem britischen Geographen J. Speer von 1771.
Die Insel wurde von Hurrikan Mitch 1998 verwüstet, ist aber seither wieder aufgebaut worden.